# NGC 6383
NGC 6383 ist ein offener Sternhaufen (Typdefinition „IV3p“) im Sternbild Skorpion. Er wurde am 3. August 1834 von John Herschel mit einem 18-Zoll-Spiegelteleskop entdeckt, der bei zwei Beobachtungen „a star 7th mag with a cluster of stars 12m assembled about it. the great star occupies the centre. A very remarkable object“ und „A curious cluster consisting of one large star 6-7m and some 15 or 20 small ones 13m clustering close around it“ notierte. Eine dritte Beobachtung, bei der er „Cluster VIII class, 3′ or 4′ in extent, a bright star taken“ notierte, führte auf Grund der Größe des Sternhaufens sowie der Angabe eines anderen Leitsternes unter NGC 6374 zu einem zweiten Eintrag im Katalog.